# Courtenay (Loiret)
Courtenay je francouzská obec v departementu Loiret v regionu Centre-Val de Loire. V roce 2010 zde žilo 3 976 obyvatel. Je centrem kantonu Courtenay.

## Vývoj počtu obyvatel
Počet obyvatel